# Minamoto no Shigeyuki

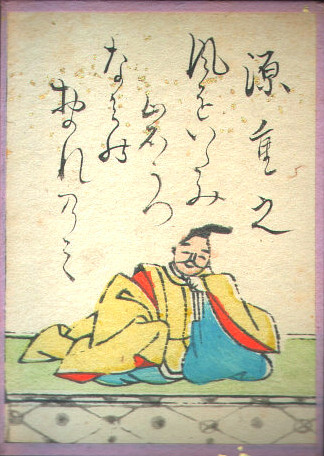
Minamoto no Shigeyuki, del Ogura Hyakunin Isshu.

Minamoto no Shigeyuki (源重之?   ? - 1000) fue un poeta waka japonés de principios del período Heian. Fue designado miembro de los treinta y seis poetas inmortales y uno de sus poemas fue incluido en la famosa antología Hyakunin Isshu. Entre sus trabajos preservados se encuentra una colección personal de poesía conocida como Shigeyukishū (重之集?). 